# Рондель (музыка)
Ронде́ль (лат. rondellus) — техника трёхголосной музыкальной композиции. Рондель сложился и получил наиболее яркое воплощение в английской полифонии XIII — начала XIV веков. Техника ронделя использовалась преимущественно в многоголосных кондуктах английского происхождения. Она встречается также в полифонических обработках респонсориальных форм григорианики (особенно в версах аллилуй). В редких случаях (Hare, hare, hye / Balaam goudalier / Balaam) рондель встречается также в мотетах.
Специфическая особенность ронделя — перестановка голосов (нем. Smimmtausch букв. «обмен голосов»),— техника, вероятно, заимствованная из парижской школы Нотр-Дам:
A B C  D E F
C A B  F D E
B C A  E F D
Буквы, выделенные полужирным начертанием, означают музыку с текстом, прямым светлым — без текста (мелизматику). Тенор (обычно нижний голос) многоголосной композиции мог быть включён в общую процедуру обмена голосов (как на схеме), либо быть мелодически самостоятельным. В последнем случае самостоятельный голос назывался лат. pes (подножие, фундамент), а обмен совершался только в верхней паре голосов.
Оригинальное описание техники ронделя дал Вальтер Одингтон в гл. VI.13 трактата «Сумма теории музыки» (лат. Summa de speculatione musicae, между 1298 и 1316 гг.).
Рондель близок роте — бесконечному канону, в котором также использовалась перестановка голосов. Классический пример такого рода — знаменитый «Летний канон» (Sumer is icumen in), где бесконечный канон используется в двух верхних голосах, а два нижних голоса (образующих pes — гармонический фундамент канона) используют технику ронделя.
На континенте термин rondellus использовался как латинизация термина rondeau (рондо́), популярной твёрдой формы в музыке труверов (например, «ронделями» называл свои рондо Гильом де Машо).